# Koi seyo onnanoko
Koi seyo onnanoko (jap. 恋せよ女の子) – ósmy singel japońskiej piosenkarki Yukari Tamury, wydany 25 maja 2005 roku. Utwór tytułowy wykorzystano jako opening anime Gokujō seitokai.  Utwór candy smile wykorzystano w rozpoczęciach programu radiowego Tamura Yukari no Kuro Usagi no Kobeya (jap. 田村ゆかりの黒うさぎの小部屋), a Kimi wo tsurete użyto w jego zakończeniach. Singel osiągnął 14 pozycję w rankingu Oricon i pozostał na nim przez 4 tygodnie, sprzedał się w nakładzie 16 135 egzemplarzy.

## Lista utworów
| Nr | Tytuł                                   | Słowa       | Kompozycja       | Aranżacja        | Czas |
| -- | --------------------------------------- | ----------- | ---------------- | ---------------- | ---- |
| 1. | "Koi seyo onnanoko" (jap. 恋せよ女の子) | Miku Hazuki | Kazuya Komatsu   | Kazuya Komatsu   | 4:19 |
| 2. | "Kimi wo tsurete" (jap. 君をつれて)     | Yūko Yamano | Yukari Hashimoto | Yukari Hashimoto | 5:30 |
| 3. | "candy smile"                           | Miku Hazuki | Masatomo Ōta     | Masatomo Ōta     | 3:23 |